# Đình Pò Háng
Đình Pò Háng là di tích lịch sử thuộc thôn Pò Háng, khu Bính Xá, xã Kiên Mộc, tỉnh Lạng Sơn. Đây là một ngôi đình cổ thờ Vua Đinh Tiên Hoàng của cộng đồng người Tày - Nùng vùng biên giới Đông Bắc Việt Nam. Đình chứa đựng nhiều giá trị về lịch sử, văn hóa, tín ngưỡng và là 1 trong số ít 6 di tích hiện có của huyện Đình Lập nên được chính quyền và người dân có nhiều giải pháp để bảo tồn và phát huy giá trị di tích.

## Vị trí
Đình Pò Háng nằm ở vùng biên giới tỉnh Lạng Sơn, tại km 150, quốc lộ 31, gần cửa khẩu Bản Chắt và giáp với tỉnh Quảng Ninh. Vị trí trên đồi cao làm cho di tích lịch sử được coi như là một pháo đài, là điểm tựa tâm linh giữ yên biên ải.
Pò Háng là tiếng Tày, Nùng địa phương. Pò nghĩa là vùng đồi, Háng là chợ, gọi là chợ trên một vùng đồi. Nơi đây bốn bề đồi núi ngút ngàn cây xanh, và cũng là nơi thượng nguồn của dòng sông Kỳ Cùng chảy ngược từ Việt Nam sang Trung Quốc.
Trước đây, người dân Pò Háng ở bên này sông Kỳ Cùng. Từ năm 1966, 1967, khi mở tuyến đường đi ra biên giới, cả thôn Pò Háng đã rời sang bên kia sông Kỳ Cùng, chỉ còn đình làng Pò Háng ở lại.
Ngôi đình hiện được xây dựng kiên cố theo lối truyền thống, lợp ngói âm dương với ban thờ thành hoàng làng được bố trí ở giữa. Khuôn viên đình được quy hoạch rộng hơn 1.000 m2 gồm sân gạch, tường bao cùng hàng cây cổ thụ xung quanh.

## Lịch sử
Đình Pò Háng là một ngôi đình cổ thờ Vua Đinh Tiên Hoàng, ngoài ra còn phối thờ vị thành hoàng làng có tên là Hoàng Lang. Xung quanh câu chuyện về việc thờ tự tại ngôi đình có rất nhiều câu chuyện huyền thoại được truyền từ đời này sang đời khác.
Cũng giống như đình Pác Mòng ở phường Lương Văn Tri hay đền Phja Đeng tỉnh Bắc Kạn. Đình Pò Háng là di tích thờ Vua Đinh Tiên Hoàng của người Tày, Nùng. Việc xuất hiện nhân vật lịch sử này trên vùng đất Xứ Lạng cho thấy sự giao thoa văn hóa của dân tộc Kinh trong cộng đồng các dân tộc thiểu số Tày, Nùng ở miền núi phía Bắc. Vùng đất Lạng Sơn có núi non bao bọc hiểm trở, địa đầu biên giới đất nước. Với vị trí quan trọng như vậy, Vua Đinh Tiên Hoàng đã nhiều lần cầm quân lên đây để dẹp loạn phương Bắc. Sau khi vua Đinh Tiên Hoàng mất, người Việt tại những nơi Vua hành quân đi qua đều lập miếu để thờ.
Đình Pò Háng nằm trong khu căn cứ kháng chiến Nà Thuộc. Trong suốt hai năm 1947, 1948, quân dân Nà Thuộc đã đánh thắng các trận tiến công liên tiếp của giặc Pháp. Tin vui thắng trận lan đi khắp các chiến trường Việt Bắc. Chủ tịch Hồ Chí Minh tặng Huân chương Chiến công hạng Ba và bức trướng Ủng hộ kháng chiến cho quân dân Nà Thuộc. Theo Lịch sử Đảng bộ huyện Đình Lập, đình Pò Háng cũng là nơi các thanh niên trong xã tổ chức uống máu xin thề, kiên quyết đánh giặc. Vào ngày 14/4/1944 âm lịch tại Đình Pò Háng, có 09 người gồm: Ông Hoàng Viết Say - Trưởng thôn Pò Phát; Bế Tiến Vọng - Thôn Pò Háng; Hoàng Phúc Vượng - Thôn Pò Phát; Vương Ngọc Minh - thôn Pò Phát; Vi Lương Hậu – Thôn Pàn Mò; Bế Thiên Minh - Thôn Pò Mất; Hoàng Văn Đạo - Thôn Pò Háng (7 người xã Bính Xá) cùng với Ông Hoàng An Ninh và Nông Văn Nguyên – thôn Bản Hang xã Kiên Mộc đã tổ chức lễ cắt máu ăn thề, kiên quyết đánh giặc Pháp. Sự kiện này đã tạo tiếng vang lớn trong khu căn cứ kháng chiến Nà Thuộc và nhân dân 3 xã Bính Xá, Bắc Xa, Kiên Mộc.
Đặc biệt, năm 1948, tại Đình Pò Háng, Chủ tịch Hồ Chí Minh ký lệnh tặng bức trướng đặc biệt thêu chữ Hán, phía dưới phiên âm bằng chữ quốc ngữ là “Chiến kháng hộ ủng” (ủng hộ kháng chiến).
Đình Pò Háng được xếp hạng di tích cấp tỉnh từ năm 2002. Lễ hội Đình Pò Háng diễn ra hằng năm vào ngày 3/3 âm lịch và 14/4 với hoạt động tế lễ tôn vinh Đinh Bộ Lĩnh và các tướng lĩnh Vương Triều Đinh đã có công đánh dẹp và giữ yên vùng đất nơi địa đầu biên giới Đại Cồ Việt.